# Tandikat
Le Tandikat est un stratovolcan situé sur l'île de Sumatra en Indonésie. Il possède un volcan jumeau situé au nord-nord-est, le Singgalang. Son altitude est de 2 438 m. La ville de Padang Panjang se trouve au pied du volcan.
Ses dernières éruptions remontent à 1914 et 1924. Il existe deux cratères à son sommet. Un tremblement de terre a été ressenti à proximité en janvier 2003.